# Mere Gook Rule
"Mere Gook Rule" (MGR) là một cái tên gây tranh cãi mà lính Mỹ đặt ra trong Chiến tranh Việt Nam vì điều mà họ cho là chính sách không chính thức, trong đó binh lính bị truy tố theo một cách rất khoan dung, nếu họ có làm hại hoặc ra tay giết "gook" – từ tiếng lóng mang tính xúc phạm thường được sử dụng đối với thường dân Việt Nam – ngay cả khi các nạn nhân hóa ra không có mối liên hệ nào với Mặt trận Dân tộc Giải phóng miền Nam Việt Nam hoặc Quân đội Nhân dân Việt Nam.
Cơ sở lý luận được cho là của MGR với quan điểm rằng lính Mỹ gặp rất nhiều khó khăn trong việc xác định người Việt nào là dân thường và ai là kẻ thù. Ở mức độ mà binh lính tin rằng MGR tồn tại, nó thực sự đã cho phép họ sai lầm trong việc tiêu diệt kẻ thù người Việt bị nghi ngờ ngay cả khi có khả năng rất cao rằng họ là dân thường. Các tác giả lập luận rằng chính MGR đã góp phần tạo ra bầu không khí mà người Mỹ phạm phải nhiều tội ác chiến tranh ở Việt Nam. Số khác cho rằng nó đã tạo ra cả một bầu không khí phân biệt chủng tộc, qua đó phụ nữ có thể bị cưỡng hiếp và thậm chí ngay cả trẻ em cũng có thể bị giết nếu họ là "gook đơn thuần".
Sự tồn tại của MGR đang gây tranh cãi. Một số tác giả phủ nhận rằng bằng chứng vụ việc từ các tòa án quân sự ở Việt Nam ủng hộ sự tồn tại của bất kỳ MGR nào. Ví dụ ngược lại, Nick Turse lập luận rằng MGR là một trong những chính sách cho phép Trung sĩ Roy E. Bumgarner, còn gọi là "kẻ lập dị", tích lũy được số lượng thi thể cao. Một số tin đồn cho rằng số thi thể của ông và đồng đội mình lên tới 1.500 người Việt Nam, nhiều người trong số họ là dân thường, trong suốt 7 năm liền ông ở Việt Nam. Năm 1969, Bumgarner bị kết tội ngộ sát vì giết 4 thường dân Việt Nam và che đậy vụ này sau khi sự việc xảy ra, nhưng chỉ bị trừ sáu tháng lương rồi về sau được phục hồi quân tịch để thực hiện chuyến công tác khác.